# مايري ماكالان
ميري لويز ماكالان، المولودة في 14 فبراير 1993، هي سياسية اسكتلندية تتولى حاليًا منصب سكرتير مجلس الوزراء للطاقة والصفر الصافي منذ عام 2024. كانت قد شغلت منصب وزيرة مجلس الوزراء للنقل والصفر الصافي والانتقال العادل من 2023 إلى 2024، ووزيرة البيئة والتنوع البيولوجي وإصلاح الأراضي من 2021 إلى 2023. تنتمي إلى الحزب الوطني الاسكتلندي (SNP) وهي عضو في البرلمان الاسكتلندي عن دائرة كليديسديل منذ عام 2021. قبل دخولها البرلمان، كانت ماكالان محامية في مجال الشركات وعملت كمستشارة خاصة للوزيرة الأولى نيكولا ستورجيون.

## الحياة
نشأت ماكآلان وتلقت تعليمها في بيغار، جنوب لاناركشاير ، ثم درست القانون الاسكتلندي في جامعة جلاسكو ، وقضت أيضًا وقتًا في جامعة غينت في بلجيكا. 